# Neuilly-sur-Marne
Neuilly-sur-Marne és un municipi francès, situat al departament de Sena Saint-Denis i a la regió de l'Illa de França. L'any 1999 tenia 32.754 habitants.
Forma part del cantó de Gagny i del districte de Le Raincy. I des del 2016, de la divisió Grand Paris - Grand Est de la Metròpoli del Gran París.